# 二进分数

从0到1的二进分数。

二进分数，也称为二进有理数，是一种分母是2的幂的分数。可以表示成{\displaystyle {\frac {a}{2^{b}}}}，其中，{\displaystyle a}是一个整数，{\displaystyle b}是一个自然数。例如：{\displaystyle {\frac {1}{2}}}，{\displaystyle {\frac {3}{8}}}，而{\displaystyle {\frac {1}{3}}}就不是。(英制单位中广泛采用二进分数，例如{\displaystyle {\frac {3}{4}}}英寸，{\displaystyle {\frac {1}{16}}}英寸，{\displaystyle {\frac {1}{2}}}磅。)
所有二进分数组成的集合在实数轴上是稠密的：任何实数{\displaystyle x}都可以用形为{\displaystyle \lfloor 2^{i}x\rfloor /2^{i}}的二进分数无限逼近。与实数轴上的其它稠密集，例如有理数相比，二进分数是相对“小”的稠密集，这就是为什么它们有时出现在证明中（例如乌雷松引理）。
任何两个二进分数的和、积，与差也是二进分数：
{\displaystyle {\frac {a}{2^{b}}}+{\frac {c}{2^{d}}}={\frac {2^{d-b}a+c}{2^{d}}}\quad (d\geq b)}
{\displaystyle {\frac {a}{2^{b}}}-{\frac {c}{2^{d}}}={\frac {2^{d-b}a-c}{2^{d}}}\quad (d\geq b)}
{\displaystyle {\frac {a}{2^{b}}}-{\frac {c}{2^{d}}}={\frac {a-2^{b-d}c}{2^{b}}}\quad (d<b)}
{\displaystyle {\frac {a}{2^{b}}}\times {\frac {c}{2^{d}}}={\frac {a\times c}{2^{b+d}}}.}
但是，两个二进分数的商则一般不是二进分数。因此，二进分数形成了有理数{\displaystyle \mathbb {Q} }的一个子环。